# Canfeda Hatun
Canfeda Hatun, död 1600, var en osmansk hovfunktionär, konkubin till sultan Murad III. Hon var känd för det stora inflytande hon utövade i haremet.
Hon var liksom många av det kejserliga osmanska haremets kvinnliga slavar av cirkassiskt ursprung.  Hon hade handplockats av sultanens inflytelserika mor Nurbanu Sultan, och hade en inflytelserik tjänst som chef för haremets hushållsaffärer, med ansvar för att träna upp haremets nya slavkonkubiner. Hon fick på Nurbanus önskan behålla denna tjänst vid dennas död 1583.  Hon beskrivs som en av sultanens gunstlingar bland konkubinerna tillsammans med haremets skattemästare Raziye Hatun och poeten Hubbi Hatun, och som en av rikets mäktigaste kvinnor vid sidan av sultanens mor och syster Ismihan Sultan. Hon förlorade all makt vid Murads död 1595 och fördes till det gamla palatset för pensionerade konkubiner. 